# Группа армий «Висла»
Группа армий «Висла» (нем. Heeresgruppe Weichsel) — группа армий вермахта, создана 24 января 1945 года на основе штаба группы армий «Верхний Рейн» из частей группы армий «А» (разбитой в ходе Висло-Одерской операции), группы армий «Центр» (тоже в основном уничтоженной в результате Восточно-Прусской операции), а также новых и собранных по этому случаю формирований. Просуществовала 105 дней. Создавалась для обороны Берлина от советских войск, наступавших из долины реки Висла.

## Боевой путь группы армий
Первым, кто выступил за создание новой группы армий, призванной заполнить брешь в германской обороне между нижней Вислой и нижним Одером, был Хайнц Гудериан.
Гудериан намеревался предложить на должность командующего фельдмаршала Максимилиана фон Вейхса. Однако Гитлер считал, что в сложившейся ситуации руководить боевыми действиями должно СС, поэтому командующим был назначен Генрих Гиммлер, который не обладал должным военным опытом и не справился с возложенной на него задачей. Группа армий «Висла» провалила операцию «Солнцестояние», и 20 марта Гиммлера сменил на этом посту генерал Готхард Хейнрици. Ночью 28/29 апреля Хейнрици был снят с должности приказом Кейтеля за самовольное отступление, и вместо него временно (до прибытия Курта Штудента из Голландии) был назначен командовать группой армий командарм входившей в ее состав 21-й армии Курт фон Типпельскирх. В итоге генерал Штудент так и не прибыл командовать этой группой армий, сдавшись в плен на Западе 8 мая.
Остатки группы армий «Висла» были вынуждены сложить оружие в Хальбском котле в первых числах мая 1945 года, сдавшись Красной армии.

## Состав группы армий
февраль 1945:
- 2-я армия
- 9-я армия
- 11-я армия

март 1945:
- 3-я танковая армия
- 2-я армия
- 9-я армия

апрель 1945:
- 3-я танковая армия
  - 3-й танковый корпус СС
    - 11-я добровольческая моторизованная дивизия СС «Нордланд»
    - 23-я добровольческая моторизованная дивизия СС «Недерланд» (1-я голландская)
    - 27-я добровольческая пехотная дивизия СС «Лангемарк» (1-я фламандская)
    - 28-я добровольческая пехотная дивизия СС «Валлония» (1-я валлонская)

  - 46-й танковый корпус
    - 4-я танковая дивизия
    - 227-я пехотная дивизия
    - 389-я пехотная дивизия

  - 32-й армейский корпус
    - 281-я пехотная дивизия
    - 549-я пехотная дивизия народного ополчения
- 9-я армия
  - 5-й горный армейский корпус СС
    - 32-я добровольческая пехотная дивизия СС «30 января»

  - 11-й армейский корпус СС
    - 25-я моторизованная дивизия
    - 712-я пехотная дивизия

  - 101-й армейский корпус
    - пехотная дивизия «Берлин»
    - пехотная дивизия «Дёбериц»

## Командующие группой армий
- С 24 января 1945 — рейхсфюрер СС Генрих Гиммлер
- С 21 марта 1945 — генерал-полковник Готхард Хейнрици
- С 29 апреля 1945 — генерал пехоты Курт фон Типпельскирх (и.о. командующего до прибытия Штудента)
- С 29 апреля 1945 — генерал-полковник Курт Штудент (фактически в командование не вступил)